# Injenerivka, Kompaniivka
Injenerivka (în ucraineană Інженерівка) este un sat în comuna Petrivka din raionul Kompaniivka, regiunea Kirovohrad, Ucraina.

## Demografie
Componența lingvistică a localității Injenerivka
     Ucraineană (100%)
Conform recensământului din 2001, toată populația localității Injenerivka era vorbitoare de ucraineană (100%).